# Web Based Training
Web Based Training (WBT) bezeichnet das Arbeiten mit einer bestimmten Klasse von Anwendungssoftware (und, damit einhergehend, das Verwenden einer oberbegrifflichen Kategorie), unter welcher sich auf Internet-Technologie basierende Lernprogramme (sprich: Web-gestützte Lernsoftware) bündeln und einordnen lassen.
Kurzum: Web Based Training ist ein terminus technicus für das Arbeiten mit Web-gestützter Lernsoftware.

## Begriffsbestimmungen und nähere begriffliche Eingrenzung
Web Based Training (WBT) stellt eine spezielle Form des E-Learning dar. Dabei wird WBT durch die Verwendung von netzbasierten Diensten als Weiterentwicklung des Computer Based Training (CBT) verstanden. Sowohl das WBT und das CBT lassen sich unter dem Konzept des Computer Assisted Learning (CAL) aus der Perspektive des Lernenden subsumieren. Dagegen werden unter dem Konzept des Computer Assisted Teaching (CAT) die Lehrprozesse aus der Perspektive des Lehrenden betrachtet und die Fokussierung auf webbasierte Medien als Web Based Lecture (WBL) bezeichnet.
Im Gegensatz zum Computer Based Training werden Lerneinheiten nicht auf einem Datenträger verbreitet, sondern von einem Webserver online mittels Internet oder Intranet abgerufen. Die Einbettung ins Netz bietet vielfältige weiterführende Möglichkeiten der Kommunikation und Interaktion des Lernenden mit den Mitlernern. Wenn das Web Based Training von einem Dozenten/Tutor moderiert wird, liegt „moderiertes WBT“ (mWBT) vor. Im mWBT werden E-Mail, News, Chats, Materialarchive und Diskussionsforen vom Dozenten mit dem WBT verknüpft; und Lernende werden durch den Dozenten zur Nutzung angeleitet und motiviert. Zusätzlich können datenintensive Audio- und Videosignale live gestreamt über synchrone Konferenzplattformen verbreitet werden.

## Das Arbeiten mit Web-gestützter Lernsoftware
Web Based Training, also das Arbeiten mit Web-gestützter Lernsoftware, ermöglicht dem Lernenden eine räumliche, zeitliche und inhaltliche Flexibilisierung seines Lernprozesses. Neben dem selbstgesteuerten Lernprozess ermöglicht das WBT eine stärkere Interaktivität zwischen Lernenden und Lehrenden sowie der Lernenden untereinander als in klassischen Massenveranstaltungen oder im herkömmlichen Fernunterricht.
Web-2.0-Ansätze eignen sich dazu, den selbstgesteuerten Lernprozess durch die Möglichkeit der Community-Bildung und die Erstellung von User-Generated-Content zu unterstützen (z. B. durch Wikis, Weblogs oder Tagging). Lernende erhalten die Möglichkeit, die angebotenen Lehrinhalte online mit Fragen, Kommentaren und Tags zu versehen, um diese von anderen Lernenden beantworten, bewerten und gegebenenfalls korrigieren zu lassen.